# Estación de Oeiras
La Estación Ferroviária de Oeiras, igualmente denominada Estación de Oeiras, es una plataforma de ferrocarriles, que sirve a la villa de Oeiras, en el Distrito de Lisboa, en Portugal. Posee un paso subterráneo peatonal, siendo servido por autobuses de la ScottURB y de la Vimeca/Lisboa Transportes. Efectúan parada en esta estación todos los convoyes de la Línea de Cascaes e inician y terminan su recorrido aquí los convoyes de la familia Oeiras, con destino a Cais do Sodré.

## Descripción

### Localización y accesos
Se encuentra junto a la Calle da Fundição, en la localidad de Oeiras.
La estación se encuentra dotada de taquillas, máquinas automáticas de venta de billetes, bar y WC billete. En el área del plataforma existen más cafés, estancos, teléfonos, cajeros, farmacia y otros servicios.
Es una estación central en la línea de Cascaes, siendo por ello punto de partida y llegada de muchos autobuses urbanos y suburbanos.
De Lisboa Transportes/Vimeca pasa por la estación la línea 106 (Falagueira - Carcavelos) y parten de la Estación de Oeiras las siguientes líneas:
111 - Urbana Oeiras (estación) - Paço d'Arcos (estación)
115 - Oeiras (estación) - Lisboa (Plaza de España)
112 - Oeiras (estación) - Bellas (Bº Samaritana)
122 - Oeiras (estación) - Talaíde (Bº de los Navegadores)
Consulte aquí los horarios de la LT.
De scoturb pasa la línea urbana de Oeiras 471, con destino al Alto da Barra. Parten de esta estación las siguientes líneas:
467 - Oeiras (estación) - Sintra (estación)
468 - Oeiras (estación) - Río de Mouro (estación)
470 - Oeiras (estación) - Talaíde
479 - Oeiras (estación) - Urbanización Jardines de la Pared
485 - Oeiras (estación) - Lage
489 - Oeiras (estación) - Pared (terminal)
Consulte aquí los horarios de la Scoturb.
Además de las dos empresas de autobuses referidas, y de los taxis, pasan también por la estación de Oeiras los autobuses Combus (un servicio de la Cámara Municipal de Oeiras). Clique aquí para ver los horarios.

### Vías y plataformas
Presentaba, en el mes de enero de 2011, tres vías de circulación, con 191, 213 y 170 metros de longitud; las plataformas tenían todas 142 metros de extensión, y 110 centímetros de altura.
La línea 1 se destina a los convoyes de Cais do Sodré con destino a Cascaes, en la línea del medio (3) parten y llegan los convoyes de la familia Oeiras con destino a Cais do Sodré (paran en todas las estaciones, el viaje dura 26 minutos). De la línea 2 llegan los convoyes rápidos de Cascaes con destino a Cais do Sodré, recorrido que hacen en 17 minutos.

## Historia

### Inauguración
El tramo entre Cascaes y Pedrouços de la Línea de Cascaes, donde se puede encontrar esta estación, fue inaugurado el 30 de septiembre de 1889; la vía fue duplicada entre Caxias y Estoril el 1 de octubre del año siguiente.